# Taeniophyllum tripulvinatum
Taeniophyllum tripulvinatum är en orkidéart som beskrevs av Johannes Jacobus Smith. Taeniophyllum tripulvinatum ingår i släktet Taeniophyllum och familjen orkidéer. Inga underarter finns listade i Catalogue of Life.